# Helen Reeves
Helen Reeves, född den 6 september 1980 i Nottingham, Storbritannien, är en brittisk kanotist.
Hon tog OS-brons i K-1 i slalom i samband med de olympiska kanottävlingarna 2004 i Aten.